# Головченко Валентин Васильович
Головченко Валентин Васильович (нар. 6 серпня 1940, Могилів-Подільський, Україна) — правник, кандидат юридичних наук, старший науковий співробітник, професор Міжнародної Кадрової Академії, член Спеціалізованої Вченої Ради Міжрегіональної академії управління персоналом по захисту дисертацій на здобуття наукового ступеня доктора філософії у галузі державного управління і права. Член Союзу юристів України (Київська міська організація. Посвідчення №00053 від 17 травня 2018 року).
Одружений, має двох дочок. Батько — військовослужбовець Головченко Василь Левкович (1910—1941), кадровий офіцер. Матір — Феськова Анна Дмитрівна (1920—1997) — медичний працівник.
В. В. Головченко відомий як дослідник проблем ефективності законодавства, захисту прав людини , правового виховання молоді, популяризатор правових знань, практикуючий юрист.

## Біографія

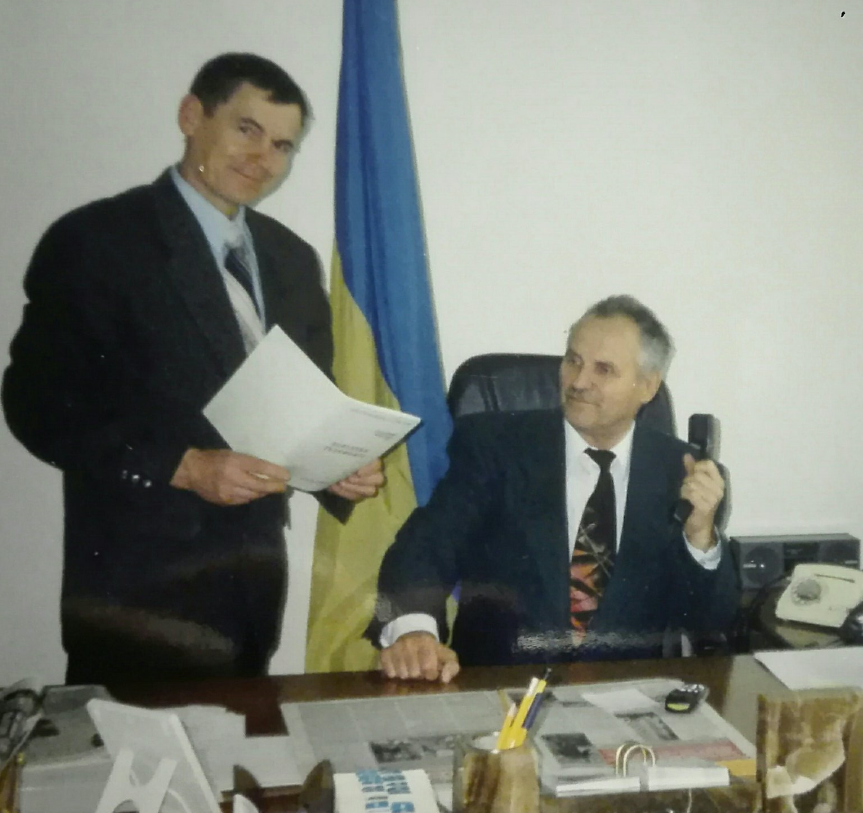
На робочому місці в КСУ

Життєвий шлях Валентина Васильовича відзначався постійним прагненням його до літератури, творчості, накопичення нових знань. Після закінчення Биринської середньої школи він обрав професію фельдшера. Деякий час працював за цим фахом, але мріяв стати юристом. Його прадід Роман Феськов (керівник волості) бажав, щоб хтось із його нащадків отримав професію юриста. Відомо, що і сам прадід (як суддя волосного суду), маючи певний обсяг знань із земельного та цивільного права, надавав мешканцям сіл допомогу при вирішенні життєвих проблем, користувався юридичною літературою, підтримував у волості правопорядок, про що Головченко В. В. розповів у газеті «Закон і бізнес»* (Головченко В. В. Без втрат, але й без користі для громадян. --Закон і бізнес.- 03 — 09.10.2015).
З 1961 по 1967 роки навчався [Архівовано 22 листопада 2016 у Wayback Machine.] у Пермському Державному університету імені М. Горького, після закінчення якого отримав спеціальність юриста широкого профілю за кваліфікацією — правознавство. Вже з 4-го курсу розпочав фахову діяльність у прокуратурі — спочатку стажистом та слідчим прокуратури Ленінського району Пермі, потім — слідчим прокуратури Александровська цієї ж області. З лютого 1968 року по лютий 1974 року — старший слідчий прокуратури Чернігова, старший консультант із судової роботи відділу юстиції Чернігівського облвиконкому. Деякий час був на партійній роботі. З листопада 1980 по лютий 1997 року — аспірант, науковий, старший науковий співробітник Інституту держави і права НАН України (далі — ІДП). 14 січня 1983 року захистив кандидатську дисертацію за спеціальністю «Теорія та історія держави і права; історія політичних і правових вчень». 12 листопада 1992 року присвоєно вчене звання старшого наукового співробітника за тієї ж спеціальністю. За сумісництвом три роки був на посаді провідного спеціаліста Вищого арбітражного суду України, юридичним радником підприємства «Милосердя», консультантом Київського Інституту громадського здоров'я, третейським суддею при Київській торгово-промисловій палаті. Був членом вченої ради Інституту проблем молоді, Української Асоціації викладачів права, Всеукраїнської громадської організації «Українська асоціація міжнародного права», лектором товариства «Знання». Педагогічно-консультативна практика Головченка В. В. складається з таких етапів його життя:
- Вересень 1983 — червень 1997 року — викладач медичного права Національного медичного Університету імені О. О. Богомольця;
- Вересень 1996 — вересень 1998 року — викладач основ Римського цивільного права Міжнародного інституту лінгвістики і права;
- Січень 1997 — лютий 2003 та вересень 2008—2013 року — науковий консультант суддів Конституційного Суду України;
- Лютий 2003 — вересень 2008 року — декан Інституту права Міжрегіональної академії управління персоналом;
- З 28 вересня 2004 року — професор цивільно-правових дисциплін Міжнародної Кадрової Академії, член спеціалізованої вченої ради МАУП.

## Наукова діяльність

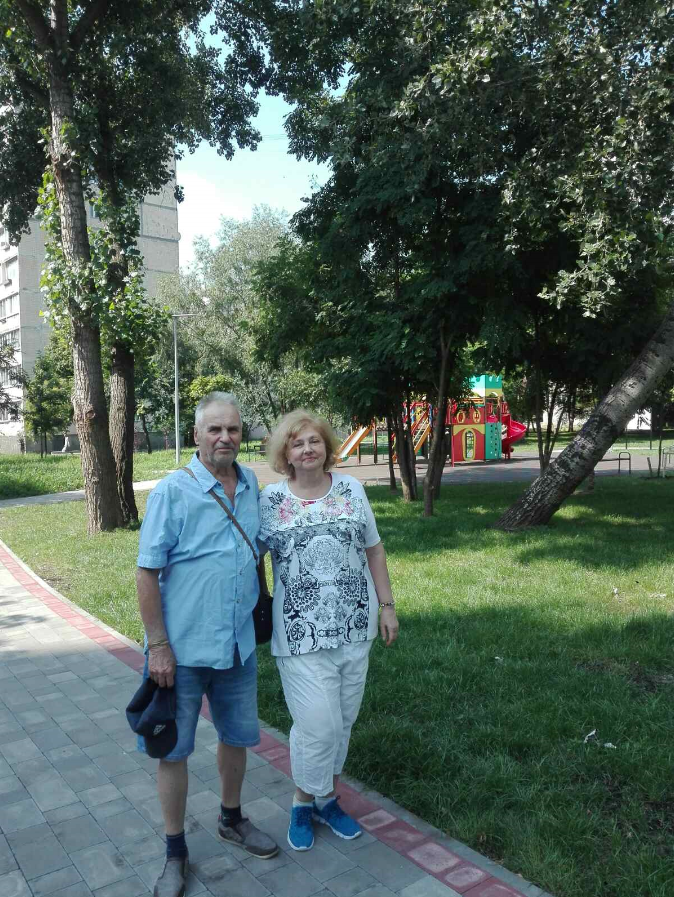
На прогулянці

Першою монографічною працею стала, виконана за перспективним планом ІДП, робота «Ефективність правового виховання: поняття, критерії, методика вимірювання». Організація й участь у соціологічних дослідженнях правосвідомості та правової культури, соціально-правової інформованості і мотивації молоді, керівних працівників, суддів, підготовка колективних та індивідуальних монографій, рецензування рукописних текстів, участь у роботі міжнародних і республіканських науково-практичних конференцій підштовхували молодого вченого до аналізу інших державно-правових проблем. Саме такими проблемами були питання ефективності законодавства, захисту прав і свобод людини та громадянина, судочинства тощо. Ним була напрацьована значна кількість наукових статей, надрукованих у таких провідних фахових виданнях як журнали «Право України», «Віче», газети «Юридичний вісник України», «Закон і бізнес» та інші. Наклади цих видань перевищують тисячу примірників. Чимало наукових висновків і пропозицій автора увійшли до системи теоретично-прикладних знань і стали загальним науковим доробком (наприклад, Оносов Юрий Викторович. «Диалектика соотношения социальной и юридической эффективности правового регулирования». — Нижний Новгород, 2001). У поданні дирекції ІДП до республіканського ВАК про присвоєння Головченку В. В. вченого звання старшого наукового співробітника зазначалось, що він займається розробкою актуальних проблем теорії та соціології права, зокрема, такими як ефективність законодавства, демократизація суспільства, подолання явищ правового нігілізму, зміцнення правової основи державного життя. За активну участь в організації та проведенні в Україні комплесного  дослідження проблем правового виховання та профілактики правопорушень серед учнівської молоді, підготовку рекомендацій , участь у підготовці плана соціально-економічного розвитку Печерського району міста Києва, активну громадську діяльність В.В. Головченко  відзначений грошовою премією ( Наказ дирекції Інституту держави і права №174 від 23.12.1981 року ).У 1992 році він підготував робочу програму спецкурсу "Методика правового виховання учнів"  обсягом 50 навчальних годин для студентів 4-го курсу Київського педагогічного інституту  імені  М. Драгоманова , яка  схвалена на засіданні викладачів  кафедри права ( завідувач В.П.Пастухов ) цього навчального закладу у березні 1993 року, був автором циклу передач (ведучий журналіст Бак І. В.) для республіканських радіожурналів «Старшокласник» і «Право». Активна участь Головченка В. В. у пропаганді правових знань позитивно відзначена республіканським комітетом по телебаченню і радіомовленню, республіканською організацією товариства «Знання», про що свідчили отримані на його адресу і адресу ІДП подяки. Ним підготовлені і були реалізовані анкети соціально-правових досліджень з проблем ефективності виконання судових рішень, тести-критерії для оцінювання рівня фахової підготовки суддів. У співавторстві з донькою одними з перших у публікації «Електронне судочинство» запропонував застосування сучасних електронних технологій у національному судочинстві , його наукова діяльність у галузі права визнана релевантною Американським біографічним інститутом ( Сертифікат Інституту з вітанням  Director Research Division H.C. Collins - 2005). В.В. Головченко брав участь у підготовці декількох законопроєктів у складі відповідних робочих груп.

## Основні публікації
В. В. Головченко є автором або співавтором понад двохсот наукових праць, у тому числі монографічних, а також низки статей до енциклопедичних видань.

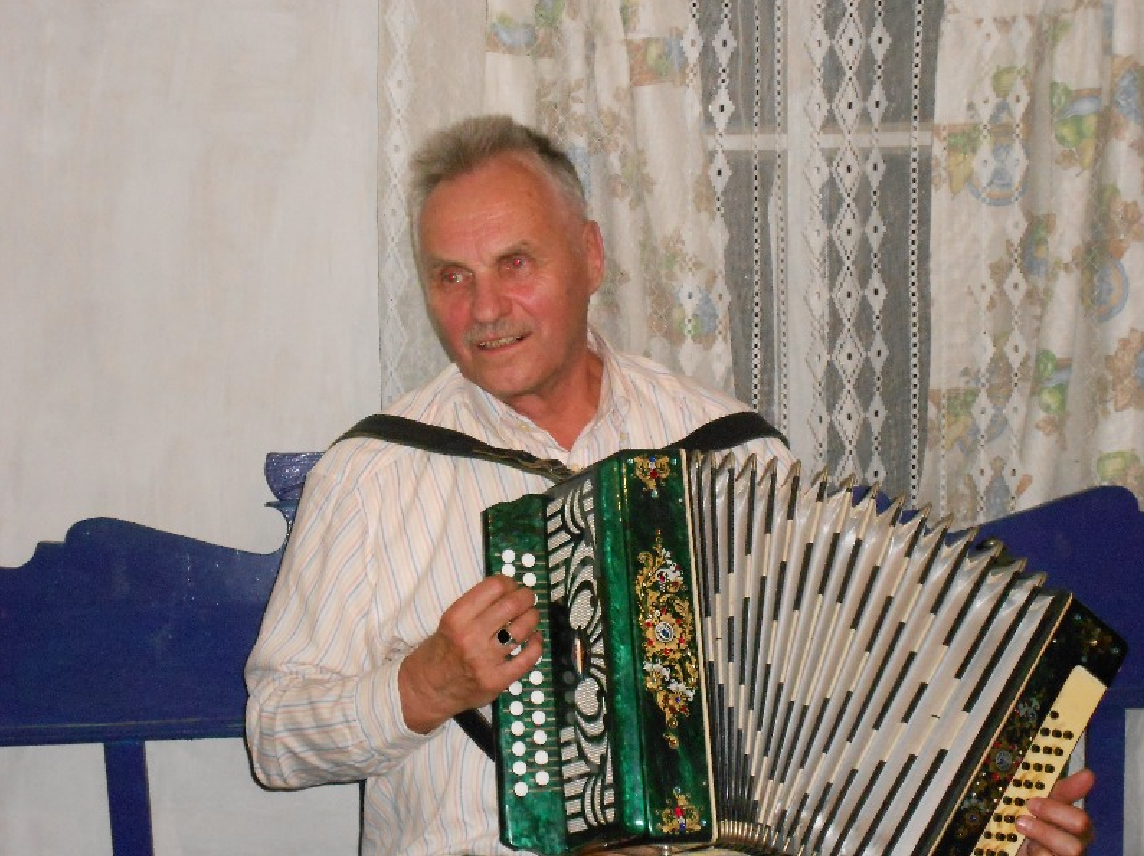
Година дозвілля

Найвідомішими доробками В.В.Головченка є , зокрема , такі його праці :
- Эффективность правового воспитания: понятие, критерии, методика измерения — К.: Наукова думка, 1995. — 128 с.
- Правова енциклопедія школяра // К.: Юрінком Інтер, 2005.- 440 с.
- Законодавство: проблеми ефективності - К.: Наукова думка. 1996. - 253 с.(співавт.)
- Правове виховання молоді: питання методології.- К.: 1993. -136 с.
- Юридична термінологія: Довідник. — К.: Юрінком Інтер, 1998 — 224 с.
- Популярна юридична енциклопедія (автор ідеї і основний співав.) — К.:Юрінком Інтер, 2002. — 528 с.
- Право в житті людини. — К.: Оріяни - 2005.- 336 с.
- Правозастосування і захист прав людини в суверенній Україні (монографія). — Чернігів: Видавець Лозовий В. М., 2012. — 328 с.
- Закон і час. — Чернігів: Видавець Лозовий В. М., 2016  -111 с.
- De fakto - не завжди de jure // Закон і бізнес.- 2015.- №27.
- Правовий нігілізм / Юрид. енциклопедія : в 6 т. Редкол.: Ю.С.Шемшученко ( відп.ред.) та ін. - К. 2003; Т. 5.- С.37
- Правове виховання / Юрид. енциклопедія : в 6 т. Редкол.: Ю.С. Шемшученко ( відп.ред.) та ін. - К.  2003 ; Т.5.- С .40
- Конституційні гарантії захисту прав людини // Юридичний вісник України. - 2010. - №: 7
- Конституційне право людини на гідність // Вісник Конституційного Суду України.-2003. - №:4 - С. 67 - 71
- Конституційний Суд України - єдиний орган конституційної юрисдикції // Часопис Київського університету права.- 2002. - №:1
- Права жінок в Україні : під кутом зору міжнародноправових стандартів.- Право України.-1999.- №:7. - С. 38 - 41
- Смертна кара : морально-правові аспекти застосування // Віче.- 2007, - №: 21-22
- Формування правової культури підприємців як практична потреба // Право України.- 2001.- №:1
- Взаємовідносини між Австрією і Україною як фактор правової аккультураціі // Право України. -1997.- №:3
- Змагальність і диспозитивність : плюси і мінуси // Юридичний вісник України.- 2003.- № 9
- Роздуми над законодавством про виконання судових рішень //  Вісник Вишого Арбітражного Суду України.-1998.- №:3
- Актуальні питання правової культури // Рад. право.- 1990.- №:9
- Громадська думка про українську Феміду : від чого вона залежить ? // Юридичний вісник України.- 2019.- №: 18 -19
- Право і Біблія ( Правові відносини через призму християнської доктрини) // Юридичний вісник України. - 2019. - №:10
- Електронне судочинство // Вісник державної судової адміністрації України.- 2010.- №:6
- Конституціоналізм - досягнення світової думки // Юридичний вісник України. - 2019.-  27 червня
- Правові основи захисту персональних даних // Юридична газета. - 2019. -  5 вересня
- Земля як унікальний об"єкт правових відносин // Юридичний вісник України - 2019. - 10 грудня
- Земля : майно чи ресурс ? // Юридична газета.- 2019. - 20 грудня
- Критерії розмежування правових актів за ознаками нормативності // Закон і бізнес. - 2014. - 25 квітня
- Юридичні наслідки порушення морально-етичних норм // Юридичний вісник України. - 2015. - №6
- Право людини на опір гнобленню // Юридичний вісник України. - 2018. - 17 травня
- Законодавче обмеження прав людини // Юридична газета. - 2018. - 30 березня
- Конституційні привілеї // Закон і бізнес. -  2012.- №:13
- Національне законодавство з питань охорони здоров"я та гармонізація його з міжнародним правом // Юридичний вісник України.-  2005.- №: 2
- Стан і проблеми третейського судочинства // Право України.- 2005.- №:5
- Центри влади не повинні бути конкурентами // Віче. - 2006.- № 21-22
- Юридична відповідальність : позитивний і ретроспективний аспекти // Юридична Україна. -  2004.- №7
- У зоні юридичного ризику ( Аспекти легітимності укладання договорів )// Закон і бізнес. - 2011. - №:49.
- Правові механізми формування правосвідомості студентів // Право України. - 2006. - №: 4
- Сільське самоврядування в Україні ( 1869 - 1916 ) // Право України. - 1992. - № 3
- Право, мораль, правова культура // Трибуна. - 1990. - №: 9
- Ефективність правового виховання молоді // Радянське право. - 1986. - №: 8
- Воспитательное значение судебных процессов // Социалистическая законность. - 1980. - №: 8
- Доброчесність по- американськи // Юридичний вісник України.- 2021. - 29 вересня
- Тенденції розвитку масової правосвідомості //  Правова держава : Щоріч. наук. праць Ін-ту держави і права ім. В.М. Корецького НАН України. -  К.: Наукова думка , 1994. - Вип.: 5.. - С. 76 - 82

ПІДГОТОВКА ПРОЕКТІВ РІШЕНЬ КОНСТИТУЦІЙНОГО СУДУ УКРАЇНИ
За час роботи науковим консультантом суддів Конституційного Суду України  Головченко В.В. підготував низку успішно реалізованих проєктів рішень КСУ,
зокрема, у таких справах;
- за конституційним зверненням громадянина Устименка К.Г. (справа № 5-зп від 30 жовтня 1997 року);
- за конституційним поданням Служби безпеки України та інших органів державної влади (справа про офіційне тлумачення терміна "члени сім"ї" №1-8/99);
- за конституційгим поданням Міністерства внутрішніх справ та Міністерства фінансів України (справа щодо права на пільги №1-16/99) ;
-за конституційним зверненням громадянки Стешиної Р.А. ( справа про зону відчуження  №1-29/2000) ;
-за конституційним поданням Міністерства внутрішніх справ України ( справа щодо завчасного сповіщення про мирні збори №1-30/2001) ;
-за конституційним поданням Верховного Суду України ( справа про відшкодовування шкоди державою №1-36/2001) ;
-за  конституційним поданням Міністерства економіки та з питань європейської інтеграції України ( справа про суміщення службової діяльності керівників органів виконавчої влади №1-4/2002) ;
- за конституційним поданням 47 народних дкпутатів України ( справа про мораторій на примусову реалізацію майна №1-11/2003 );
- за конституційним зверненням Ярового С.І. та інших громадян ( справа власників квартир багатоквартирних будинків № 1-2/2004 ) та інші ( всього -15 ).
Ним підготовлена за цей час значна кількість проєктів ухвал за конституційними поданнями і зверненнями інших суб"єктів права.

## Відзнаки
- Заслужений юрист України ( Указ Президента України від 22.06.2007 р №5449/2007.. Посвідчення №1705);
- Медаль «Ветеран праці»;
- Диплом Спілки юристів України за найкраще юридичне видання 2002—2003 років — колективну монографію «Систематизація законодавства України: проблеми та перспективи вдосконалення»;
- Грамоти і дипломи Голови Конституційного Суду України (Розпорядження : 226/09 01.12.2009;145/10. 04.08.2010 ; 60/11 -23.03.11), профспілки працівників державних установ Києва, Чернігівського земляцтва, подяки за плідну працю дирекції Інституту держави і права НАН України ( накази : №184 від 19.12 1983; №14 від 14.02.1986; №16 від13.02.87; №21-б від 12.02.88; пам"ятна грамота з нагоди 50-річчя  Інституту від 13 травня 1999 року, подяки  товариства «Знання» та інші;
- Рейтингові відзнаки видавництва правничої літератури «Юрінком Інтер» та газети «Юридичний вісник України» у номінаціях: «За високий рівень аналізу політико-правових питань» (2010) і «Захист високих стандартів і культури юридичної діяльності»(2015)[3].

## Захоплення
Література, фотографія, історія, піші та велосипедні прогулянки, автор віршів  тощо.